# Shunichi Kumai
Shunichi Kumai (熊井 俊一 Kumai Shunichi?) fue un futbolista japonés que se desempeñaba como guardameta.
Kumai fue elegido para integrar la selección nacional de Japón para los Juegos del Lejano Oriente de 1934. En 1934, Kumai jugó 2 veces para la selección de fútbol de Japón.

## Trayectoria

### Clubes
| Club                  | País  | Año  |
| --------------------- | ----- | ---- |
| Universidad de Waseda | Japón | ???? |

### Selección nacional
| Selección | País  | Año  |
| --------- | ----- | ---- |
| Absoluta  | Japón | 1934 |

## Estadística de equipo nacional
| Selección de Japón | Selección de Japón | Selección de Japón |
| Año                | Part.              | Goles              |
| ------------------ | ------------------ | ------------------ |
| 1934               | 2                  | 0                  |
| Total              | 2                  | 0                  |